# Madison (Pennsylvanie)
Pour les articles homonymes, voir Madison.
Madison est un borough dans le comté de Westmoreland, Pennsylvanie, États-Unis. Sa population s’élevait à 397 habitants lors du recensement de 2010.
Le borough a été nommé en hommage à James Madison, 4e président des États-Unis.